# 요시다 이부키
요시다 이부키(일본어: 吉田 伊吹, 1997년 11월 1일~)는 일본의 축구 선수이다.

## 구단 경력
그는 2020년 J3리그의 AC 나가노 파르세이루에 입단했다. 2021년 J2리그의 블라우블리츠 아키타로 이적했다. 2024년까지 91경기에 출전하여, 10득점을 넣었다. 2025년 J3리그의 가이나레 돗토리로 이적했다.